# Madeline y Marion Fairbanks

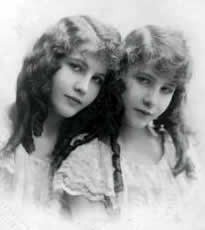
The Fairbanks Twins.

Madeline (Madeleine) (Nueva York, 15 de noviembre de 1900 –Nueva York, 15 de enero de 1989) y su hermana gemela Marion Fairbanks (Nueva York, 15 de noviembre de 1900 - Georgia ,20 de septiembre de 1973) fueron actrices estadounidenses de teatro y cine mudo. 

## Primeros años
Tuvieron profesores particulares. Su madre era la actriz Jennie M. Fairbanks, conocida también como Jane Fairbanks, y su padre era hijo de Nathaniel Fairbanks, combatiente de la guerra civil estadounidense y descendiente de Jonathan Fairbanks, héroe de la Revolución. Tenían un hermano mayor, Robert. 

## Carrera
Empezaron actuando en numerosas obras de teatro hasta que ficharon por Biograph sobre 1910, y más tarde por "Thanhouser Film Corporation en 1912 y hasta 1916. En 1923 Madeline se decantó por el drama, pero Marion siguió con musicales. En 1924, decidieron reunirse otra vez en la obra de teatro de George White, Scandals, y en 1927 con Oh, Kay.

## Últimos años
Marion empezó a trabajar en el Waldorf Theatre neoyorquino sobre 1932 y según algunas fuentes dirigió una franquicia de cosméticos. Acabó siendo alcohólica, no tuvo hijos y falleció en Georgia en 1973.
Madeline se casó con Leonard Sherman en 1937, y se separaron en 1947. Vivió en Nueva York hasta que murió por fallo respiratorio en 1989.

## Obras de teatro

### Madeline
- Happy (1928)
- Allez-oop (1927)
- Oh, Kay! (1927)
- Mercenary Mary (1925)
- Hassard Short's Ritz Revue (1924)
- Two Little Girls in Blue (1921)
- Ziegfeld 9 O'clock Frolic (1921)
- Ziegfeld Follies of 1919 (1919)
- Ziegfeld Follies of 1918 (1918)
- Ziegfeld Follies of 1917 (1917)
- Snow White and the Seven Dwarfs (1912)

### Marion
- Oh, Kay! (1926)
- The Grab Bag (1924)
- Two Little Girls in Blue (1921)
- Ziegfeld 9 O'clock Frolic (1921)
- Ziegfeld Follies of 1919 (1919)
- Ziegfeld Follies of 1918 (1918 )
- Ziegfeld Follies of 1917 (1917)
- Snow White and the Seven Dwarfs (1912)

## Filmografía

### Madeline
- On with the Show! (1929)
- The Beauty Shop (1922)
- The Heart of a Doll (1916)
- The Answer (1916)
- A Bird of Prey (1916).
- The Burglars' Picnic (1916)
- Bubbles in the Glass (1916)
- An Innocent Traitor (1915)
- The Twins of the G.L. Ranch (1915)
- The Flying Twins (1915)
- Which Shall It Be? (1915)
- Through Edith's Looking Glass (1915)
- Fairy Fern Seed (1915)
- Their One Love (1915)
- $1,000 Reward (1915)
- When Fate Rebelled (1915)
- Shadows and Sunshine (1914)
- Shep's Race with Death (1914)
- The Benevolence of Conductor 786 (1914)
- In Danger's Hour (1914)
- In Peril's Path (1914)
- The Widow's Mite (1914)
- The Million Dollar Mystery (1914)
- In Her Sleep (1914)
- Beating Back (1914)
- The Tin Soldier and the Dolls (1914)
- Guilty or Not Guilty (1914)
- Twins and a Stepmother (1914)
- Lawyer, Dog and Baby (1913)
- Uncle's Namesakes (1913)
- Their Great Big Beautiful Doll (1913)
- The Children's Hour (1913)
- The Twins and the Other Girl (1913)
- Life's Pathway (1913)
- An Unfair Exchange (1913)
- The Little Girl Next Door (1912)
- As Others See Us (1912)
- Cousins (1912)
- The Twins (1912)

### Marion
- On with the Show! (1929)
- The Beauty Shop (1922)
- The Heart of a Doll (1916)
- The Answer (1916/II)
- The Burglars' Picnic (1916)
- An Innocent Traitor (1915)
- The Baby and the Boss (1915)
- The Twins of the G.L. Ranch (1915)
- The Flying Twins (1915)
- Which Shall It Be? (1915)
- Through Edith's Looking Glass
- Fairy Fern Seed (1915)
- Their One Love (1915)
- $1,000 Reward (1915)
- When Fate Rebelled (1915)
- A Hatful of Trouble (1914)
- Shadows and Sunshine (1914)
- Shep's Race with Death (1914)
- The Benevolence of Conductor 786 (1914)
- In Danger's Hour (1914)
- In Peril's Path (1914)
- The Widow's Mite (1914)
- The Million Dollar Mystery (1914)
- The Girl Across the Hall (1914)
- The Legend of Snow White (1914)
- The Tin Soldier and the Dolls (1914)
- Twins and a Stepmother (1914)
- Lawyer, Dog and Baby (1913)
- Uncle's Namesakes (1913)
- Their Great Big Beautiful Doll (1913)
- The Children's Hour (1913)
- The Twins and the Other Girl (1913)
- Life's Pathway (1913)
- An Unfair Exchange (1913)
- The Little Girl Next Door (1912)
- As Others See Us (1912)
- Cousins (1912)
- The Twins (1912)